# Гротеск (шрифт)
Некарбо́вані шрифти́  (шрифти без зарубок, гротески, чи рубані, англ. sans serif) — тип шрифтів, що не мають зарубок (інші назви: засічки, серифи).
Вперше зразок такого шрифту показав Роберт Торн 1803 року. Термін «гротеск» з'явився після створення Вільямом Кезлоном шрифту з такою назвою близько 1816 року. Друга характерна ознака цих шрифтів є мінімальний контраст рисок або навіть повна його відсутність. Попри те, що терміни гротеск і рубаний шрифт вживають для позначення всієї групи некарбованих шрифтів, при жорсткому підході до класифікації вони позначають конкретні підгрупи:
- рубані (іноді — геометричні) шрифти (англ. Monoweight) і
- гротески (Gothic).

Найвідоміші некарбовані шрифти: Univers, Futura, Gill Sans, Helvetica.
Перший зроблений із часів Радянського Союзу на замовлення уряду Росії для суспільних потреб — ПТ Санс.